# Greatest Hitz
Greatest Hitz – album kompilacyjny amerykańskiego zespołu muzycznego Limp Bizkit wydany w 2005 roku.

## Lista utworów
1. „Counterfeit”
2. „Faith”
3. „Nookie”
4. „Break Stuff”
5. „Re-Arranged”
6. „N 2 Gether Now”
7. „My Generation”
8. „Rollin’ (Air Raid Vehicle)”
9. „My Way”
10. „Boiler”
11. „Take a Look Around”
12. „Build a Bridge”
13. „Eat You Alive”
14. „Behind Blue Eyes”
15. „Why”
16. „Lean On”
17. „Home Sweet Home/Bittersweet Symphony”